# Rueyres (Francia)
Rueyres è un comune francese di 241 abitanti situato nel dipartimento del Lot nella regione dell'Occitania. Il comune fa parte della regione naturale francese della Limargue. 

## Società

### Evoluzione demografica
Abitanti censiti